# Baumeisterhaus (Burghausen)

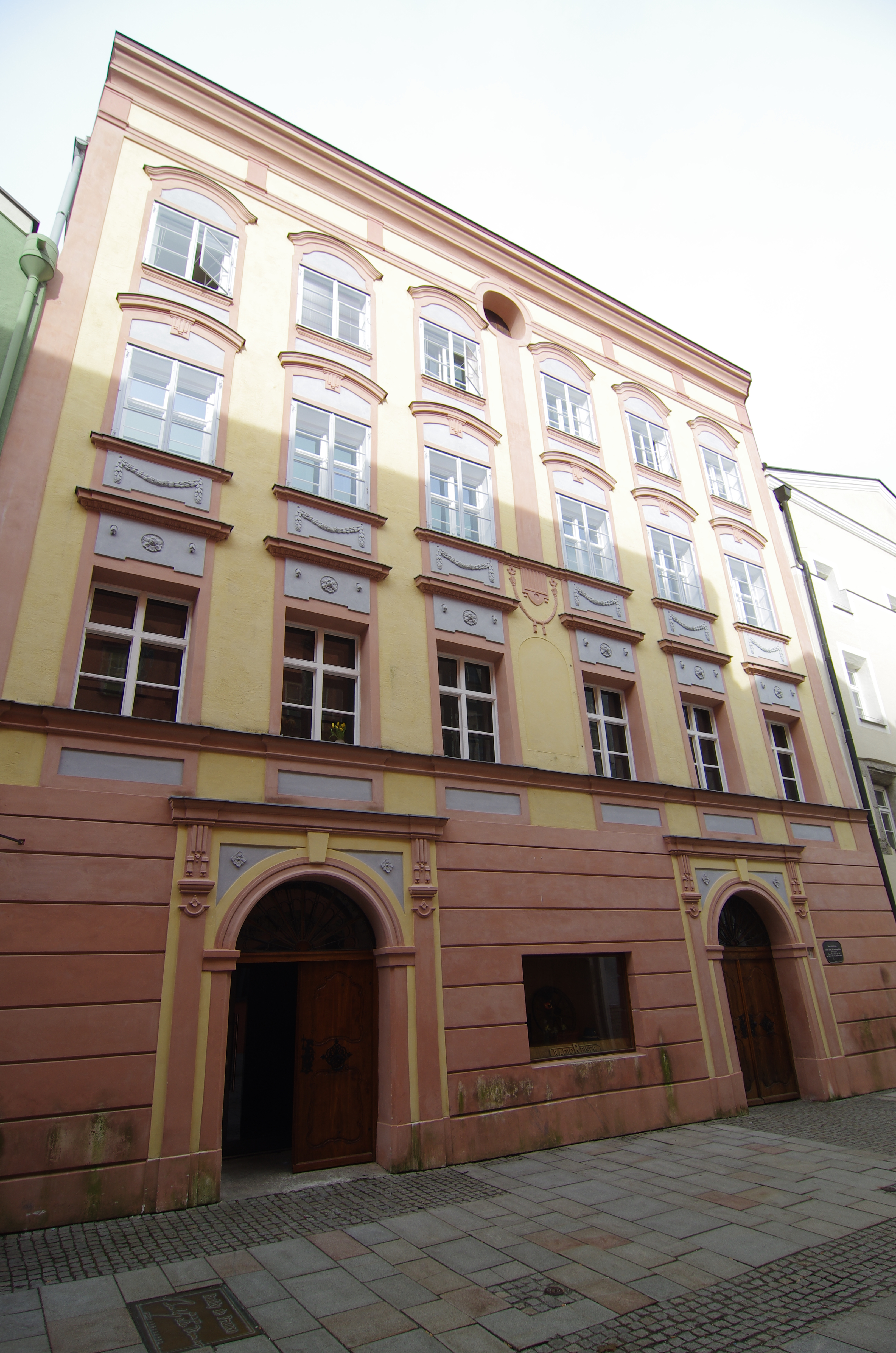
Baumeisterhaus in den Grüben

Das sogenannte Baumeisterhaus, auch Reiserhaus, ist ein Baudenkmal in den Grüben in Burghausen.

## Gebäude
Bei dem Gebäude In den Grüben 147 handelt es sich um ein stattliches Bürgerhaus aus dem 16./17. Jahrhundert. Das viergeschossige Satteldachhaus verfügt über eine Vorschussmauer und sechs Obergeschossachsen. Zur Straße öffnen sich zwei rundbogige Portale mit zweiflügeligen Türen und schmiedeeisernen Gittern vor den Oberlichtern. Eine rundbogige Dachraumluke findet sich zentral unter dem profilierten Vorschussgesims. In dem Vorraum im Erdgeschoss ist ein Fragment einer Rotmarmorgrablatte um 1500 eingemauert, welches das Wappenrelief eines Greifes darstellt und vermutlich von Franz Sickinger erstellt wurde. Ein eingemauertes Stuckrelief aus dem Ende des 18. Jahrhunderts ist vermutlich von Thomas Jorhan. Den Flur im ersten Obergeschoss überspannt ein Tonnengewölbe. Ein Ofen mit gusseisernen Platten ist von Anfang des 19. Jahrhunderts. Das Rotmarmorpflaster im Hofraum besteht aus Bruchstücken alter Grabplatten aus dem 15. und 16. Jahrhundert. In den Burgberg führt ein 40 Meter tiefer Vorratskeller. Im Garten befindet sich ein Brunnen aus dem Jahre 1777. Das Gebäude steht heute unter Denkmalschutz.

## Geschichte
Das Gebäude gehörte 1762 dem Regierungskanzlist Ferdinand Pertier. 1778 wurde es von dem Hof- und Stadtmaurermeister Anton Glonner erworben und umfassend renoviert. Unter anderem entstand eine stattliche Barockfassade. Nach dem Tod von Anton Glonner 1834 wird Joseph Glonner, Stadt- und Landsgerichtmaurermeister († 1842) als Besitzer geführt, welcher es 1840 an seine Tochter Katharina übergab. Ab 1856 ist deren dritter Mann, der Bauunternehmer Johann Schmid der Besitzer, dessen Tochter Maria gegen Ende des 19. Jahrhunderts den Bauunternehmer Gabriel Reiser heiratete (auf ihn geht der Name Reiserhaus zurück). 1960 wurde die barocke Fassade abgeschlagen, welche 2013 im Zuge einer umfassenden Renovierung des Gebäudes nach dem historischen Vorbild neu geschaffen wurde.